# Antonio Diego Granado
Antonio Diego Granado és un escultor  espanyol, nascut el 20 de gener a Oviedo de 1971. Va estudiar a la Facultat de Belles Arts de Salamanca, llicenciant-se en les especialitats de pintura, escultura i disseny gràfic i audiovisuals. Més tard es doctorà a la Universitat de Salamanca, on va acabar dedicant-se professionalment a la docència. També ha treballat en la fosa "Esfinge", sota la direcció de l'escultor  José Luis Fernández.
L'any 2000 aconseguí una beca del Ministeri d'Afers Exteriors per a estudis a l'Acadèmia de Belles Arts de Roma, estudis que pogué continuar durant l'any 2001 en ser novament becat, aquesta ocasió per Cajastur.

## Activitat artística

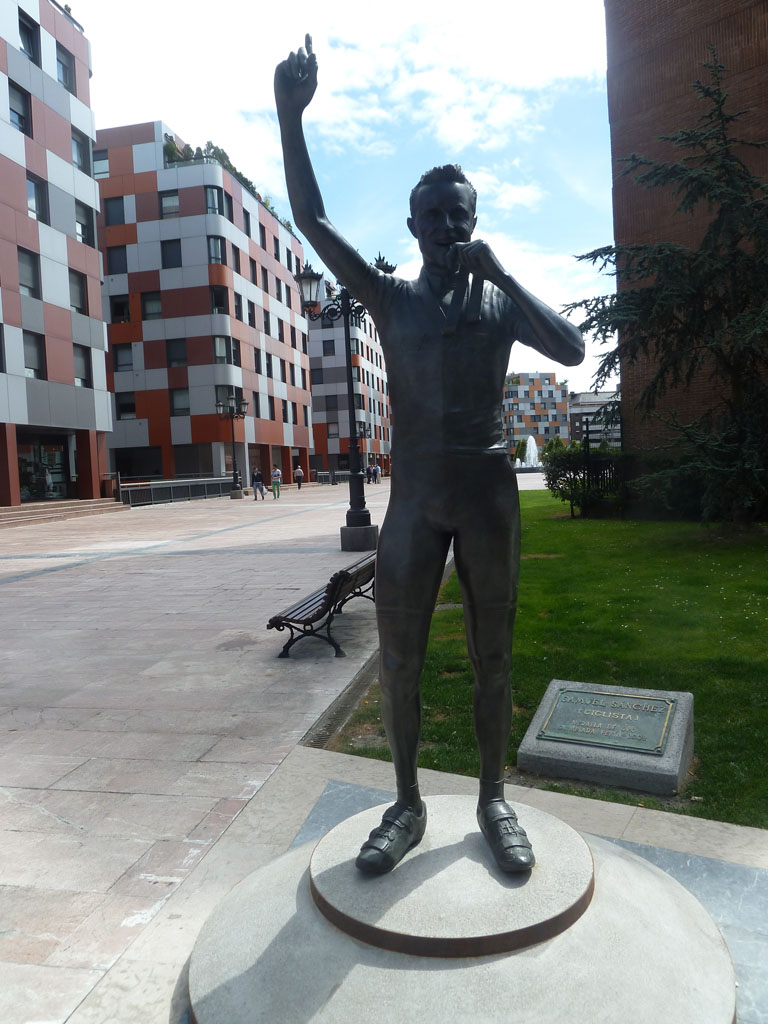
Escultura Samuel Sánchez

### Exposicions
Començà a exposar amb altres artistes des de la dècada dels anys 90 del segle xx, participant en exposicions col·lectives en el Teatre Campoamor (Oviedo, 1990); en la sala d'exposicions "Lazarillo" de Salamanca, en 1993;en l'Acadèmia de Belles Arts "Lorenzo da Viterbo", de Viterbo i en la "Mostra di pinttura di Capras", en Oristano, Sardenya, ambdues a Itàlia, l'any 1994; l'any 97 torna a exposar col·lectivament a Salamanca en aquesta ocasió a la "Casa de las Conchas".
L'any 1998 du a terme a la seua primera exposició indivicual a l'Edifici Espanya, novament a Salamanca. Torna a partir d'aquest moment a exposar novament amb altres artistes a diferents ciutats i sales: Madrid (1999), Oviedo (2000), Portugal (2001) i Zamora (2001).

### Obres Públiques
Antonio Diego Granado, té peces escultòriques en diverses ciutats espanyoles, entre les quals podem citar Soto Ribera ("Brotes", 1995, Plaça de l'Ajuntament), Soto de Rey ("Enlace", 1996, Passeig del Riu), Morcín ("Monumento al montañero", 1998, Peñerudes), totes en Astúries, totes elles datades en els anys noranta del passat segle. Entrat el segle xxi la seva activitat artística es desplaça a l'audiovisual. Tot i això en l'any 2010 va inaugurar un monument en homenatge al ciclista  Samuel Sánchez a Oviedo.

### Escultures en altres llocs públics
Es troben obres d'Antonio Diego als jardins de la Residència Universitària Tomás Luis de Vitoria, de Salamanca ("Escultura", 1992); A la Residència Diocesana Abulense a Salamanca ("Móviles 1 y 2", 1993); al Col·legi de l'Assumpció de Nostra Senyora d'Àvila ("Mural", 1996; o a la Fundació Coca-Cola, Madrid ("Escultura", 1998)

### Premis i distincions
També ha rebut una sèrie de premis i de reconeixements com els anys 1991, 1992, 1998 en els que obtingué el Premi Tomás Luis de Vitoria, Salamanca.; l'any 1997, Premi Sant Marc, Universitat de Salamanca (Menció d'Honor).;Premis Motiva de disseny gràfic, Oviedo (Menció especial, l'any 1999).; Segon Premi en el "Certamen de Joves Creadors", Madrid l'any 1999. L'any 2000 fou premiat en el "Certamen d'Il·lustració" Art Jove, de la Junta de Castella i Lleó.

### Audiovisuals
La dedicació principal d'Antonio Diego des de finals dels 90 fou la dirtecció artística tant de curts (1997 "Els supositoris creen addicció",1999 "El principiant",2001 "War for nothing", 2002 "Menú"), com de llargemetratges com fou el cas de "Cartes per a un viatge", 1996.
Aquesta activutat també li ha reportat un reconeixement patent en els premis rebuts com el premi al millor curt d'animació (Festival de curts de Torrelavega (Santander) o el Festival de Fuengirola.